# Radek Horák
Pour les articles homonymes, voir Horák.
Radek Horák, né le 17 juin 1986 à Brno, est un joueur de handball tchèque évoluant au poste de arrière gauche ou de défenseur.
International tchèque, il a évolué en France à l'US Ivry de janvier à juin 2012puis au Grand Nancy ASPTT pendant 5 saisons